# Феномен (фильм, 1985)
«Феномен» (итал. Phenomena) — итальянский фильм ужасов режиссёра Дарио Ардженто, премьера которого состоялась 31 января 1985 года.

## Сюжет
Швейцарские Альпы. Молодая девушка Вера Брандт, опоздавшая на автобус, в поисках пристанища находит одиноко стоящий домик. Войдя в него, она привлекает внимание прикованного цепями неизвестного, который, оборвав цепи, сначала преследует, а потом жестоко убивает её.
Спустя 8 месяцев. Полиция расследует убийства молодых девушек. Тем временем в частную женскую школу имени Рихарда Вагнера переводится девушка Дженнифер Корвино. Она обладает сверхъестественными способностями — может управлять насекомыми и к тому же страдает лунатизмом. Вскоре Дженнифер в приступе очередного лунатизма покидает школу и оказывается в лесу. Там девушка встречает шимпанзе Ингу, которая приводит её к своему хозяину — энтомологу Джону МакГрегору, помогающему полиции в расследовании серийных убийств. Также МакГрегор развивает свою теорию о том, что насекомые обладают телепатическими способностями и могут мысленно общаться между собой, но в научном сообществе эту теорию высмеивают. МакГрегор сразу замечает, что в присутствии Дженнифер насекомые начинают странно себя вести и нисколько не боятся её.
Вскоре происходит новое убийство. Погибает Софи — единственная подруга Дженнифер в школе. Во время очередного лунатизма Дженнифер приводит к трупу девушки светлячок. Также обнаруживается перчатка, на которой ползают личинки большого саркофага. После случившегося над Дженнифер начинают издеваться все ученицы школы, во время очередных насмешек на школу налетает огромнейшее количество мух. Директриса начинает видеть в Дженнифер «дьявольское» и вызывает врачей из психбольницы, но Дженнифер вовремя сбегает к профессору МакГрегору. За это время он выяснил, что присутствие личинок на перчатке указывает на то, что убийца держал своих жертв рядом с собой после их смерти, непреднамеренно собирая личинок на себе, когда физически взаимодействовал с жертвами. Это указывает на то, что они имеют дело с психопатом. Профессор предлагает при помощи мухи большого саркофага найти логово убийцы - когда оно будет рядом, насекомое будет странно себя вести. Муха ведет Дженнифер к тому же дому, который нашла ранее Вера Брандт. Зайдя внутрь, Дженнифер не находит ничего странного, но внезапно в дом заходит агент по недвижимости и выгоняет её. По словам агента, в доме никто не живет уже 8 месяцев. Через пролёт камеры показывают, что под полом находится разложившаяся отрезанная рука.
Ночью в дом профессора МакГрегора проникает неизвестный и убивает старика. Дженнифер приходит в поместье МакГрегора ближе к ночи и видит, как увозят тело убитого. Дженифер звонит адвокату своего отца Моррису Шапиро, прося у него помощи, ибо ей уже некуда идти. Он предупреждает свою знакомую фрау Брюкнер, которая находит Дженнифер и предлагает девушке остаться на ночь. Но Брюкнер предупреждает, что в доме находится её больной сын и настаивает на том, чтобы Дженнифер приняла несколько таблеток перед тем, как лечь спать; когда Дженнифер делает это, ей становится плохо и, предполагая, что таблетки были ядовитыми, выкашливает их. Дженнифер пытается позвонить Моррису, но ее оглушают, после чего фрау Брюкнер закрывает все окна. Приезжает инспектор Гейгер, ведущий расследование здешних убийств, Брюкнер приглашает его в дом и нападает на него. Тем временем Дженнифер приходит в себя и пытается найти выход. Она находит тайный тоннель и, идя по нему, падает в бассейн, полностью забитый сгнившими трупами девушек. Также в помещении находится прикованный цепями инспектор Гейгер. В помещение заходит фрау Брюкнер и начинает насмехаться над тонущей Дженнифер, за это время инспектор освобождается и набрасывается на Брюкнер. Дженнифер выбирается из бассейна и убегает, по пути она находит сына фрау Брюкнер. Но тот оказывается деформированным мутантом и нападает на Дженнифер. Он преследует её на моторной лодке и пытается убить. Спасает девушку налетевший рой мух, и уродец погибает. Выбравшись на берег, Дженнифер видит адвоката Морриса и бежит к нему навстречу, но его убивает фрау Брюкнер. Она рассказывает, что убила инспектора и профессора МакГрегора, чтоб никто не смог забрать её сына, который и оказался убийцей. Спасает Дженнифер шимпанзе Инга, она убивает Брюкнер опасной бритвой.

## О фильме

### Подготовка
Дарио Ардженто вдохновился идеей фильма, после того как узнал, что насекомые иногда используются во время расследований убийств. Для работы над фильмом он долгое время изучал книгу М. Леклерка «Энтомология и судебная медицина».
Сценарий Ардженто писал совместно с Франко Феррини — сценаристом фильма «Однажды в Америке». Предположительно в этом фильме им была замечена Дженнифер Коннелли, игравшая там одну из ролей.

### Съёмки
Фильм снимался в Цюрихе с августа по октябрь 1984 года и стал первой режиссёрской работой Ардженто, снятой им на английском языке.
В сцене, в которой можно видеть бассейн с расчленёнными трупами и червями, в качестве материалов для человеческих черепов использовалась пластмасса. Для съёмок фильма Ардженто планировал использовать механических насекомых, однако их не удалось создать, тогда он занялся их разведением (в числе его насекомых были бабочки, муравьи, тараканы, мухи, светлячки и улитки).
Во время съёмок одного из эпизодов режиссёр попросил Дженнифер Коннелли положить руку на спину шимпанзе, после чего обезьяна впала в ярость и сильно укусила Дженнифер за палец, из-за этого её экстренно пришлось доставить в больницу.
Некоторые эпизоды фильма снимались в том же месте, что и финальные эпизоды фильма «Ужас в опере».

### Прокат
Фильм оказался чрезвычайно успешным даже в европейском прокате. В разных версиях фильма цензорами было вырезано от десяти минут до получаса экранного времени.
Дистрибьютором показа фильма в Японии была компания «Sony». На премьерном показе Ардженто решил поэкспериментировать, устроив его в большом театре. Сам фильм был показан без звука, а слышать его можно было только в наушниках, которые находились в каждом кресле. Со стороны было забавно наблюдать за тем, как люди смотрят немой, казалось бы, фильм, смеясь и крича.
16 февраля 1999 года фильм вышел на VHS, а 16 марта на DVD с дополнительными материалами, включающими в себя интервью создателей фильма, кадрами со съёмочной площадки и музыкальным клипом композитора Клаудио Симонетти, главную роль в котором исполнила Дженнифер Коннелли. В 2001 и 2008 годах фильм переиздавался на DVD. В 2016 году был выпущен на Blu-Ray.
В 2001 году планировалось снять продолжение фильма, однако от этой идеи пришлось отказаться из-за проблем контракта с компанией «Medusa Film».
В 2021 году фильм был выпущен в 4K Ultra HD.

### Съёмочная группа
В этом фильме впервые на экране появляется Фиоре — старшая дочь Ардженто от его первого брака. Дария Николоди, сыгравшая фрау Брюкнер, была гражданской женой Дарио Ардженто. Дженнифер Коннелли сыграла в фильме свою первую главную роль. Одну из значимых ролей исполнила шимпанзе Танга, которая ранее снималась с Адриано Челентано в фильме «Бинго-Бонго». Роль уродливого сына сыграл 26-летний загримированный карлик Давид Маротта. Известный итальянский режиссёр Микеле Соави снялся в небольшой роли полицейского. Костюмером фильма выступил известный итальянский модельер Джорджо Армани. Гримом занимался мастер по специальным механическим и цифровым эффектам Серджо Стивалетти принимавший участие в создании многих известных итальянских фильмов ужасов.

### Влияние
Компьютерная игра «Clock Tower» имеет множество отсылок к фильму «Феномен» и нескольким другим фильмам Дарио Ардженто.
В Риме существует довольно известный магазин ужасов «Profondo Rosso», его владельцами являются Дарио Ардженто и Луиджи Коцци. В нём среди многого другого расположена экспозиция с реквизитом из фильма «Феномен».
По мотивам фильма были сняты видеоклипы Клаудио Симонетти — Jennnifer и Билл Уаймэн и Terry Taylor — Valley.

## Фестивали и награды
| Год  | Фестиваль                  | Примечание                          |
| ---- | -------------------------- | ----------------------------------- |
| 1986 | «Fantasporto»              | номинация в категории лучший фильм  |
| 1999 | «Athens Film Festival»     | участие                             |
| 2010 | «Grand Lyon Film Festival» | показ восстановленной версии фильма |

## В ролях
| Актёр              | Роль                                   |
| ------------------ | -------------------------------------- |
| Дженнифер Коннелли | Дженнифер Корвино                      |
| Дональд Плезенс    | Профессор Джон МакГрегор               |
| Дария Николоди     | фрау Брюкнер                           |
| Фьоре Ардженто     | Вера Брандт                            |
| Федерика Мастрояни | София                                  |
| Фиоренца Тессари   | Гизела Сульзер                         |
| Далила Ди Ладзаро  | директор школы                         |
| Патрик Бошо        | Инспектор Гейгер                       |
| Альберто Кракко    | банковский служащий                    |
| Каспар Каппарони   | парень Софии Карл                      |
| Марио Донатоне     | Моррис Шапиро                          |
| Антонио Маймоне    | доктор, делающий электроэнцефалограмму |

| Актёр               | Роль                       |
| ------------------- | -------------------------- |
| Давиде Маротта      | ребёнок Фрау Брюкнер Патуа |
| Фульвио Мингоцци    | мистер Сульзер             |
| Франческа Оттавиани | медсестра                  |
| Микеле Соави        | помощник Гейгера Курт      |
| Франко Тревизи      | агент по недвижимости      |
| Фауста Авелли       | школьница                  |
| Франка Бердини      | учитель                    |
| Marta Biuso         | школьница                  |
| Мариса Симонетти    | школьница                  |
| Джеральдин Томас    | школьница                  |
| шимпанзе Танга      | шимпанзе Инга              |
| Дарио Ардженто      | читает текст за кадром     |

## Премьерные показы
| Страна            | Дата             | Примечание                                |
| ----------------- | ---------------- | ----------------------------------------- |
| Италия            | 31 января 1985   |                                           |
| Франция           | 12 июня 1985     |                                           |
| Япония            | 22 июня 1985     |                                           |
| США               | 2 августа 1985   |                                           |
| Португалия        | февраль 1986     |                                           |
| Великобритания    | 18 апреля 1986   |                                           |
| Мексика           | 17 октября 1986  |                                           |
| Португалия        | декабрь 1987     | премьера на видео                         |
| Западная Германия | 17 февраля 1988  | премьера на видео                         |
| Южная Корея       | 5 августа 1989   |                                           |
| Греция            | 15 сентября 1999 |                                           |
| Финляндия         | 6 мая 2004       | телевизионная премьера                    |
| Франция           | 6 октября 2010   | английская версия, восстановленная версия |

## Названия в разных странах
| Страна         | Название                  | Примечание                        |
| -------------- | ------------------------- | --------------------------------- |
| Италия         | Phenomena                 | Оригинальное название             |
| Аргентина      | Phenomena                 | Название на кабельном телевидение |
| Болгария       | Феномен                   | Болгарское название               |
| Бразилия       | Phenomena                 | Переизданное название             |
| Бразилия       | Trepadeiras               |                                   |
| Испания        | Phenomena                 |                                   |
| Финляндия      | Phenomena — ilmiö         | Телевизионное название            |
| Франция        | Phenomena                 |                                   |
| Греция         | Fainomena                 | Транслитерация ISO-Latin-1        |
| Венгрия        | Phenomena                 |                                   |
| Япония         | Fenomina                  |                                   |
| Мексика        | Fenómena                  | DVD-название                      |
| Мексика        | Satánica inocencia        |                                   |
| Норвегия       | Phenomena                 |                                   |
| Польша         | Phenomena                 |                                   |
| Словения       | Nadnaravni pojavi         |                                   |
| Советский Союз | Феномен                   | Русское название                  |
| США            | Creepers                  | Сокращённая версия                |
| США            | Dario Argento’s Phenomena | DVD-название                      |

## Саундтрек
| №   | Название                                          | Исполнитель | Длительность |
| --- | ------------------------------------------------- | ----------- | ------------ |
| 1.  | «Jennifer's Friends (Alternative Version)»        | «Goblin»    | 0:03:30      |
| 2.  | «Jennifer (End Titles)»                           | «Goblin»    | 0:04:51      |
| 3.  | «Monster Child (Spfx Bonus Track 1)»              | «Goblin»    | 0:02:08      |
| 4.  | «Phenomena (Video Clip Version - Bonus Track 2)»  | «Goblin»    | 0:04:08      |
| 5.  | «Phenomena (Alternative Version - Bonus Track 3)» | «Goblin»    | 0:03:09      |
| 6.  | «Jennifer»                                        | «Goblin»    | 0:03:53      |
| 7.  | «The Wind»                                        | «Goblin»    | 0:01:18      |
| 8.  | «Sleepwalking»                                    | «Goblin»    | 0:03:51      |
| 9.  | «Jennifer's Friends»                              | «Goblin»    | 0:03:29      |
| 10. | «Phenomena (Film Version 1)»                      | «Goblin»    | 0:01:25      |
| 11. | «Phenomena (Film Version 2)»                      | «Goblin»    | 0:01:56      |
| 12. | «Phenomena (Piano Solo - Film Version 3)»         | «Goblin»    | 0:01:01      |
| 13. | «Sleepwalking (Alternative Version)»              | «Goblin»    | 0:03:56      |
| 14. | «The Wind (Film Version Suite 1)»                 | «Goblin»    | 0:02:35      |
| 15. | «The Wind (Insects - Film Version Suite 2)»       | «Goblin»    | 0:06:57      |
| 16. | «Phenomena»                                       | «Goblin»    | 0:04:26      |

Заглавная тема фильма была использована группой «Rhapsody» в качестве припева песни «Queen of the Dark Horizons» (2001).

## Музыка, прозвучавшая в фильме
| Исполнитель                      | Песня                  |
| -------------------------------- | ---------------------- |
| Клаудио Симонетти                | Phenomena              |
| «Iron Maiden»                    | Flash of the Blade     |
| «Goblin»                         | Jennifer               |
| «Andi Sex Gang»                  | The Quick and the Dead |
| «Frankie Goes to Hollywood»      | Two Tribes             |
| Билл Уаймэн & Terry Taylor       | Valley                 |
| «Goblin»                         | Sleepwalking           |
| «Motörhead»                      | Locomotive             |
| «Andi Sex Gang»                  | You Don’t Know Me      |
| «Goblin»                         | Jennifer’s Friend      |
| Саймон Босуэлл                   | The Maggots            |
| Саймон Босуэлл & «Andi Sex Gang» | The Naked and the Dead |
| «Goblin»                         | Transmute              |